# Anisodes cristata
Anisodes cristata là một loài bướm đêm trong họ Geometridae.